# Neverwinter Nights 2: Gniew Zehira
Neverwinter Nights 2: Gniew Zehira (ang. Neverwinter Nights 2: Storm of Zehir) – oficjalne rozszerzenie komputerowej gry fabularnej Neverwinter Nights 2, wyprodukowane przez Obsidian Entertainment i wydane przez Atari. Dodatek został wydany w 2008 roku w Północnej Ameryce, Europie i Australii. Tak jak poprzednie gry z serii Neverwinter Nights, Gniew Zehira jest oparty na regułach Dungeons & Dragons w wersji 3,5.
Gniew Zehira inspirowany jest grami takimi jak Baldur's Gate i Icewind Dale.